# 經行
經行（羅馬化：Caṅkramati），又稱行禪，佛教術語，一種以步行方式來修行止觀的方法。經行除了可以提振精神，促進消化，還可以作為禪坐的輔助，以增進修行。

## 歷史
《阿含經》有佛陀與弟子經行的記載。

## 進行方式
修行者通常會選擇一塊空地（露地），一心專注毫無雜念，以非常非常慢的步伐來回走直線。
大乘佛教中的般舟三昧法當中就有大量的經行修行。

## 外部連結
- 溫宗堃〈初期佛教的經行－兼論當代上座部佛教的行禪〉